# Jamila Rowser
Jamila Rowser es una escritora y editora estadounidense. Creó el blog Girl Gone Geek (2010-2016), dedicado a temas de la "cultura nerd" como el cosplay, los videojuegos y el anime. Rowser fundó Black Josei Press como una plataforma de publicación para escritoras de cómics negras y latinas. Su novela gráfica Wash Day Diaries (2022) ganó el premio Los Angeles Times Book Prize de novela gráfica/cómic.

## Primeros años y educación
La madre de Rowser estaba en la Fuerza Aérea, lo que requería que su familia se mudara con frecuencia. Rowser nació en Inglaterra y vivió durante breves períodos en varios lugares, incluidos los Países Bajos, Alemania, Hawái, California y Nueva York. Su padre era profesor. Ella es afrolatina y de ascendencia afroamericana, dominicana y puertorriqueña.
Recibió su licenciatura en comunicación del Instituto de Tecnología de Nueva York, después de lo cual se mudó a Boca Raton para estar cerca de su madre en 2016.

## Carrera
Rowser creó el blog Girl Gone Geek en 2010 para hablar de sus pasiones, como los videojuegos, Star Wars y Doctor Who, porque tenía pocos amigos en la vida real que estuvieran interesados.
Desarrolló un grupo de encuentro internacional llamado Geek Girl Brunch con sus amigas Rachel y Yissel para crear un espacio para que las mujeres y las personas no binarias se conecten sobre la cultura nerd. También desarrolló Straight Outta Gotham, un Tumblr que examina la intersección del hip hop y la cultura geek. Ella dirige el sitio con Jemar Souza.
Rowser creó la plataforma editorial Black Josei Press para publicar cómics y productos creados por mujeres negras y latinas. Se inspiró en el manga josei para crear la plataforma porque admira el alcance de los títulos representados dentro de este subtipo de manga. En 2018 escribió y publicó Wash Day y Wobbledy 3000, ilustrado por Sabii Borno, un cómic de cien'cia ficción sobre una extraterrestre llamada Latoya a quien le resulta difícil hacer twerking.
En 2020, Rowser coeditó Sun and Sand, una antología de diez cómics de artistas del sur de Florida con Neil Brideau, quien se acercó a ella para ayudar a desarrollar el proyecto que se lanzó en el Día del Cómic Gratis (2 de mayo). Escribió un cómic incluido en la colección As Above, So Below.
Rowser fue contratada como consultora de difusión de cómics en Kickstarter en agosto de 2021. Ella renunció al cargo unos meses después, en diciembre, citando el nuevo protocolo blockchain de la compañía.

### Wash Day Diaries
En 2018, Rowser publicó su cómic debut, Wash Day, bajo Black Josei Press, el primero de la compañía. El título fue ilustrado por Robyn Smith y sigue la rutina de lavado de cabello de Kimana, de 26 años, los domingos por la mañana. Para recaudar fondos para el libro, Rowser creó una campaña de Kickstarter con un objetivo de $5,000 que finalmente superó los $16,000 en donaciones al cerrarse.
Volvió a colaborar con Smith en Wash Day Diaries, una novela gráfica que se centra en las experiencias de cuidado del cabello de cuatro mujeres negras. El libro fue publicado en julio de 2022 por Chronicle Books y ganó el Premio del Libro Los Angeles Times 2023 de novela gráfica/cómic.

## Vida personal
Rowser reside en Miami.

## Obras
- Wash Day (2018) ISBN 9781732419001, Black Josei Press
- Wobbledy 3000 (2018) ISBN 9781732419025, Black Josei Press
- As Above, So Below (2020) de Sun and Sand, Black Josei Press
- Oda to Keisha (2021) ISBN 9781732419063, Black Josei Press
- Wash Day Diaries (2022), Chronicle Books
- DC Pride 2024 #1, ISBN 9788828788102, DC Comics, como guionista[12]

## Reconocimientos
- 2018 − Los mejores cómics de 2018, The Comics Journal [13] (para Wash Day)
- 2018 − Premio DiNKy, categoría Floppy, Denver Independent Comics & Art [14] (por Wash Day)
- 2021 − Galardonado en la lista Creative 100, Adweek [15]
- 2021 − Mejor escritor, Broken Frontier Awards [16] (por Oda to Keisha)
- 2021 − Los mejores cómics de 2021, Nerdist [17] (por Oda to Keisha)
- 2023 − Premio del libro Los Angeles Times de novela gráfica/cómic [11] (por Wash Day Diaries)